# 河原光
河原 光（かわはら ひかる、1968年7月10日 - ）は、日本のグラフィックデザイナー。有限会社リンカーン・グラフィックス・ファミリー(TLGF)代表。

## 人物
桑沢デザイン研究所卒業後、CAP、フリーランスなどを経て1997年、TLGFこと(有)リンカーン・グラフィックス・ファミリーを設立。Spiral Life、AIR、Dragon Ash、ゆず、レミオロメン、pre-schoolなどのミュージシャンのCDジャケットデザインをメインにグラフィックデザイン全般で活動中。特にDragon Ash、ゆず、pre-schoolにおいてはデビュー時からアートワークを手がけている。
2002年からカジュアルファッションブランド「NARCOTIC」を、2003年からはレディースブランド「narcoterrier」をアパレルメーカー「GDC」内にてスタート。2004年からは「NARCOTIC」を終了させ新たに「RAW FUDGE」を立ち上げた。また、プライベートブランドとして「FUTURE ZOMBIE」も展開している（2010年をもって終了）。発売された商品は雑誌「smart」などでも取り上げられることが多く、裏原系ファッションを好む若者の支持を受ける。現在アパレルブランドとしては「WRIGHT」で不定期に活動。
同業者であるアートディレクターの木村豊（セントラル67）、守矢努（ila）と三人でアート・ユニット「676869▲（サンカッケー）」名義での活動も開始。2013年1月、初の展覧会となる「▲の部屋」を恵比寿のギャラリー「AL」にて開催。
2015年、名古屋造形芸術大学での一般公開講座にて、特別講師として招致。「STRANGER THAN PARADISE」と銘打たれた講座を開き、自身のデザイン論を講ずる。
近年では、ジュエリー・ブランド「Justin Davis」のアート・ディレクターとして、ビルボード広告、カタログなどビジュアル面全般も手がける。2015年にはジャスティン・デイビスとスター・ウォーズのコラボレーション企画において、そのビジュアル全般からラ・フォーレ原宿での特別展示までディレクションを担当。
2020年3月、元NICO Touches the Wallsの光村龍哉と「THE LODGERS」としての活動を開始する事を発表した。

## アートワークを手がけた主なアーティスト
- Spiral Life
- Dragon Ash
- ゆず
- pre-school
- MUFAS
- レミオロメン
- AIR
- 嵐
- NICO Touches the Walls
- MIHO
- WINO
- Steady&Co.
- 藤木直人
- ONE OK ROCK
- 175R
- LONG SHOT PARTY
- The Flickers
- avengers in sci-fi
- 小林太郎
- 木村カエラ
- でんぱ組.inc
- 中田裕二
- パノラマパナマタウン
- BAND-MAID
- FABLED NUMBER
- FIVE NEW OLD
- [ALEXANDROS]